# Dorcopsis
Genre
Dorcopsis est un genre de marsupiaux endémique de Nouvelle Guinée.

## Liste des espèces
Le genre Dorcopsis comprend quatre espèces :
- Dorcopsis atrata Van Deusen, 1957 - Dorcopsis noir
- Dorcopsis hageni Heller, 1897. - Dorcopsis à raies blanches
- Dorcopsis luctuosa (D'Albertis, 1874).
- Dorcopsis muelleri (Lesson, 1827).